# Wu Shengjun
Wu Shengjun (* 18. Juni 1987) ist ein chinesischer Radrennfahrer.
Wu begann seine Karriere 2009 bei dem chinesischen Qinghai Tianyoude Cycling Team, das eine UCI-Lizenz als Continental Team besitzt. In seinem ersten Jahr dort konnte er die erste Etappe bei der Tour of Qinghai Lake in Tongren für sich entscheiden. In der Saison 2011 belegte er bei der Tour of Qinghai Lake den vierten Platz bei der siebten Etappe.

## Erfolge
2009
- eine Etappe Tour of Qinghai Lake

## Teams
- 2009–2012 Qinghai Tianyoude Cycling Team